# Crocidura sibirica
Crocidura sibirica är en däggdjursart som beskrevs av Dukelsky 1930. Crocidura sibirica ingår i släktet Crocidura och familjen näbbmöss. IUCN kategoriserar arten globalt som livskraftig. Inga underarter finns listade i Catalogue of Life.
Arten blir 58 till 80 mm lång (huvud och bål), har en 30 till 39 mm lång svans och 10 till 13 mm långa bakfötter. Djuret väger 50 till 96 g. Pälsen har på ovansidan en gråbrun färg och det finns en tydlig gräns mot den ljusgråa undersidan. Crocidura sibirica har en brun svans.
Denna näbbmus förekommer i centrala Asien i ryska Sibirien, Kazakstan, Kirgizistan, Mongoliet och norra Kina. Den lever i stäpper, halvöknar, tundra, i barrskogar i bergstrakter och bredvid vattendrag. Födan utgörs främst av insekter. Arten besöker ibland tunnlar som skapades av mullvadar.